# Christopher Ryan
Christopher Ryan, (Bayswater, Londres, 25 de enero de 1950) es un actor inglés, conocido por sus papeles de Mike TheCoolPerson en la serie The Young Ones, Dave Hedgehog en la serie Bottom, Tony Driscoll en la serie Only Fools and Horses, y como Marshal Turtle (ex marido de Edina Monsoon) en la serie Absolutely Fabulous, todas ellas emitidas por la cadena británica BBC.
También apareció como uno de los hermanos McKendrick en One Foot in the Grave, e interpretó al Sontaran General Staal en la serie Doctor Who en 2008.

## Biografía
Ryan nació como Christopher Papazoglou, de madre inglesa y padre griego. Estudió en el East 15 Acting School de 1968 hasta 1971, y empezó su andadura profesional como actor en la compañía Glasgow Citizens' Theatre.

## Filmografía (selección)
- 1979: Angels
- 1981-2003: Only Fools and Horses
- 1982–1984: The Young Ones
- 1985: Inside Out
- 1985: Santa Claus: The Movie
- 1986, 2008, 2010: Doctor Who
- 1991–1995: Bottom
- 1992–2012: Absolutely Fabulous
- 1992: Maigret
- 1993: Dirty Weekend
- 1994: Requiem Apache
- 1995: Blue Juice
- 1997: Melissa
- 1997: Absolutely Fabulous: Absolutely Not!
- 1999: Alicia en el país de las maravillas
- 2000-2011: My Family
- 2005–2009: The Green Green Grass
- 2009: Dead Man Running
- 2012: City Slacker
- 2016: Absolutely Fabulous: The Movie
- 2019: Sil and the Devil Seeds of Arodor